# 2-Pentanol
2-Pentanol, Pentano-2-ol, sec-Pentanol ou álcool sec-amílico é um dos isômeros do pentanol (ou álcool amílico). Este composto apresenta isomeria óptica, por tem um carbono quiral. Ele é usado como solvente e como intermediário na produção de outros produtos. 